# Dům U Čtrnácti svatých Pomocníků (Kadaň)

Domovní znamení

Měšťanský dům U Čtrnácti svatých Pomocníků (čp. 80) na Starém Městě v Kadani je v jádru gotická stavba ze 14. století, přestavovaná v době renesance a baroka. Jako někdejší rezidence patricijského rodu Štěrbů ze Štěrbic býval též označován jako Štěrbovský dům.

## Dějiny domu a jeho majitelé
V 16. století byl majitelem domu U Čtrnácti svatých Pomocníků významný kadaňský měšťan a primas (konšel), vzdělanec, právník a politik Petr Štěrba ze Štěrbic (†1591). Petr Štěrba, náležející k českojazyčné menšině zdejších patricijských rodin, studoval na univerzitě v saském Wittenbergu, centru luterské reformace, a získal zde mistrovský titul. V Kadani působil jako městský písař, později i jako radní a v závěru svého života též jako královský rychtář. Šlechtický predikát „ze Štěrbic“ získal roku 1569 od císaře Maxmiliána II. Královské město Kadaň mnohokrát zastupoval při jednáních s panovníkem a na zemském sněmu. Například roku 1575 na zemském sněmu v Praze aktivně podporoval vznik České konfese, společného vyznání všech nekatolíků v Českém království. Petr Štěrba proslul jako překladatel českých právnických textů do němčiny. V roce 1566 přeložil poslední redakci českého zemského zřízení, která pak vyšla roku 1604 tiskem ve Frankfurtu nad Mohanem. Později také pořídil překlad Koldínových městských práv z roku 1579.
Po jeho smrti přešlo vlastnictví „Štěrbovského domu“ na rodinu Thumseckerů. V loubí se nad portálem stále nalézá kruhová barokní kartuše se znakem nobilitované měšťanské rodiny Thumseckerů, na němž vidíme Meluzínu držící v pravici žezlo, v levici pak model věže. Kolem znakového klenotu je umístěn monogram W. T., odkazující na Wolfa Thumseckera, jenž do Kadaně přišel ze štýrského Brucku a v roce 1622 byl přijat mezi kadaňské měšťany. Jeho manželkou byla Kateřina Štěrbová ze Štěrbic, jejich syn Wolfgang Thumsecker se roku 1650 stal v Kadani královským rychtářem. Dům i později vlastnily důležité měšťanské rodiny. Několikrát vyhořel, například v letech 1631, 1635, 1746 a 1811. V domě U Čtrnácti sv. Pomocníků, jehož majitelkou byla v roce 1916 Rosa Machová, sídlila dlouhá desetiletí na přelomu 19. a 20. století kadaňská filiálka Anglobanky. V současné době se v přízemí domu nachází kavárna a obchod s ovocem a zeleninou.

## Domovní znamení
Na fasádě domu je umístěna barokní kartuše s polopostavami Čtrnácti sv. Pomocníků, pocházející z první poloviny 18. století. Tato světecká skupina byla v pozdním středověku a raném novověku považována za hlavní patrony královského města Kadaně. Uprostřed kartuše je pozlacená holubice, symbol Ducha svatého. Nad domovním znamením vidíme ještě postavu Boha-Otce a po stranách dvě velké barokní sochy světců. Jde patrně o pozůstatek mnohem složitějšího ikonografického programu fasády domu, který byl porušen při některé z rekonstrukcí, snad již po požáru v roce 1746. Kult sv. Pomocníků, ochránců v nouzi, vznikl ve 14. století v jihoněmecké oblasti, jeho hlavním centrem je od roku 1445 poutní místo Vierzehnheiligen v Horních Francích. Nejdůležitější a nejstarší české centrum kultu sv. Pomocníků představuje právě Kadaň, kde je roku 1462 doložena kaple Čtrnácti sv. Pomocníků, u níž roku 1473 vznikl františkánský klášter. Ve skupině sv. Pomocníků se objevují tehdy nejpopulárnější světci a světice, totiž Diviš, Erasmus, Blažej, Jiří, Achác, Eustach, panny Kateřina, Markéta a Barbora, dále Pantaleon, Jiljí, Cyriak, Kryštof a Vít.

## Pověst
Dům U Čtrnácti Svatých pomocníků figuruje také v kadaňských pověstech, které praví, že: Zejména v zimních měsících se v nočních hodinách objevuje v některém z oken domu jakoby tlumené světlo svíce. To prý duch dávno zesnulého Petra Štěrby ze Štěrbic koriguje své učené spisy, s jejichž obsahem stále není spokojen. V komíně pak někdy smutně kvílí Meluzína, která je erbovním znamením již vyhaslého a kdysi slavného rodu Thumseckerů, někdejších majitelů domu U Čtrnácti svatých Pomocníků.